# Les biches (Poulenc)
Les biches è un balletto del 1923 scritto dal compositore francese Francis Poulenc (numero di opus: FP36) su commissione dei Balletti russi di Sergej Djagilev, con la coreografia di Bronislava Nijinskaja, la sceneggiatura di Jean Cocteau e l'adattamento scenico di Marie Laurencin. Del balletto esiste anche una suite orchestrale, comprendente solo 5 movimenti del balletto originale e priva del coro, rielaborata dallo stesso compositore nel 1939 in versione finale.

## Caratteristiche
Poulenc scrisse la partitura di questo balletto prendendo ispirazione da un quadro di Watteau intitolato Le Parc aux Biches, rappresentante scene pastoral-idilliache del Settecento francese. A tale ispirazione si aggiunse la richiesta dell'impresario Djagilev che desiderava un balletto che ricordasse Les Sylphides di Aleksandr Glazunov. Ne uscì una composizione che faceva riferimento sia alle musiche del tardo classicismo che alle sonorità più alla moda in quegli anni, costituite da modalità e influssi jazz (si veda il chiaro esempio del Rag-Mazurka). L'originalità di questo balletto risiede anche nell'inserimento del coro misto posizionato dietro la scenografia o, comunque, nascosto al pubblico, elemento presente nella musica dell'epoca solo nel Dafni e Cloe di Ravel.

## Il soggetto
L'azione si svolge in un ricco salone di una casa borghese dove una elegante signora (L'Hôtesse) intrattiene i convenuti: ci sono tre giovani ragazzi desiderosi di mostrare le loro abilità fisiche, c'è una strana ragazza vestita di blu (La Dame en Bleu), una coppia di ragazze vestite di grigio e tre altre giovani che portano dei lunghi pennacchi in testa e delle sigarette con il bocchino.
Come già detto, il soggetto è tratto da un dipinto di Watteau, trasformato in sceneggiatura dall'abile Jean Cocteau che, come fece per Le Train Bleu di Darius Milhaud costruisce una storia fantastica, quasi surreale che non parla di nulla di concreto ma si limita a dipingere le trasgressioni amorose di tre giovani ragazzi e le ambigue relazioni erotiche delle ragazze in un contesto che è la parodia dell'idilliaco '700 ma è allo stesso tempo l'esatta fotografia della vita dei giovani borghesi degli anni venti. Leon Botstein scrisse che "il soggetto del balletto, se ve n'è uno, è il piacere sessuale". La leggerezza, la sensualità e l'ambiguità di questo soggetto fecero dire a Cocteau: 

## Movimenti
- Ouverture
- Rondeau
- Chanson dansée
- Adagietto
- Jeu
- Rag-Mazurka
- Andantino
- Petite Chanson dansée
- Final

Della Suite sinfonica che Poulenc ricavò dal balletto nel 1939 fanno parte solo cinque movimenti:
- Rondeau
- Adagietto
- Rag-Mazurka
- Andantino
- Final

## La prima esecuzione
La première del balletto avvenne il 6 gennaio 1924 al Teatro del Casinò di Montecarlo per opera dei Balletti russi, ed ebbe per protagoniste la stessa coreografa Bronislava Nižinskaja nel ruolo principale e Vera Nemčinova in quello di co-protagonista. Il siparietto, le scenografie e i costumi furono di Marie Laurencin mentre la direzione dell'orchestra fu affidata a Ernest Ansermet.

## Organico
L'organico richiede 2 flauti con ottavino, 2 oboi con corno inglese, 2 clarinetti con clarinetto basso, 2 fagotti con controfagotto, 4 corni, 3 trombe, 3 tromboni, tuba, timpani, percussioni, celesta, arpa e archi.